# Ladislaus Boguslawski
Ladislaus Edler von Ligenza-Leitgeb Boguslawski (ur. 24 maja 1847 w Czerniowcach, zm. 26 listopada 1896 w Wiedniu) – austriacki architekt tworzący w Wiedniu.
Po raz pierwszy jego twórczość została udokumentowana w 1873, gdy dołączył do austriackiego towarzystwa inżynierów i architektów. Od 1875 należał również do Towarzystwa Finansowego Dolnej Austrii. Dorobek architektoniczny stanowią realizacje kamienic w Wiedniu, które powstały w latach 70. i 80. XIX wieku w stylu historyzmu. Cechą charakterystyczną są pałacowe, bogato zdobione elewacje, które miały stanowić odzwierciedlenie sytuacji majątkowej inwestorów i posiadaczy.

## Dorobek architektoniczny
- Doppelmiethaus, Metternichgasse 5–7, Wiedeń 3 (1874);
- Wohnhaus Nemelka, Berggasse 8, Wiedeń 9 (1874–1875);
- Miethaus, Rathausstraße 11, Wiedeń 1 (1882–1883);
- Wohnhaus, Graf-Starhemberg-Gasse 15, Wiedeń 4 (1884);
- Wohnhaus Nemelka, Rathausstraße 20, Wiedeń 1 (1885–1886);
- Miethaus, Metternichgasse 10, Wiedeń 3 (1886);
- Wohnhaus, Landesgerichtsstraße 12, Wiedeń 1 (1886–1887);
- Miethaus, Rathausstraße 4, Wiedeń 1 (1886–1887);
- "Wohnhaus" - ehemaliges Obertraut-Palais, Rathausstraße 9, Wiedeń 1 (1882–1883).